# Montjoire
Cet article possède un paronyme, voir Montoire.
Montjoire est une commune française située dans le nord-est du département de la Haute-Garonne en région Occitanie.
Sur le plan historique et culturel, la commune est dans le Frontonnais, un pays entre Garonne et Tarn constitué d'une succession de terrasses caillouteuses qui ont donné naissance à de riches terroirs, réputés pour leus vins et leurs fruits. Exposée à un climat océanique altéré, elle est drainée par le Rieutort, le ruisseau de Rieu Tort et par divers autres petits cours d'eau.
Montjoire est une commune rurale qui compte 1 262 habitants en 2022, après avoir connu une forte hausse de la population depuis 1962. Elle fait partie de l'aire d'attraction de Toulouse. Ses habitants sont appelés les Montjoviens ou  Montjoviennes.

## Géographie

### Localisation
La commune de Montjoire se trouve dans le département de la Haute-Garonne, en région Occitanie.
Elle se situe à 20 km à vol d'oiseau de Toulouse, préfecture du département, et à 9 km de Pechbonnieu, bureau centralisateur du canton de Pechbonnieu dont dépend la commune depuis 2015 pour les élections départementales.
La commune fait en outre partie du bassin de vie de Bessières.
Les communes les plus proches sont : 
Paulhac (2,4 km), Villariès (3,8 km), Bazus (4,1 km), Vacquiers (4,4 km), La Magdelaine-sur-Tarn (4,7 km), Gargas (5,5 km), Mirepoix-sur-Tarn (5,7 km), Gémil (6,0 km).
Sur le plan historique et culturel, Montjoire fait partie du Frontonnais, un pays entre Garonne et Tarn constitué d'une succession de terrasses caillouteuses qui ont donné naissance à de riches terroirs, réputés pour leurs vins et leurs fruits.
Montjoire est limitrophe de six autres communes.
Les communes limitrophes sont  Bazus, Bessières, La Magdelaine-sur-Tarn, Paulhac, Vacquiers et Villariès.
|           | La Magdelaine-sur-Tarn | Bessières |
| Vacquiers | Montjoire              | Paulhac   |
| Villariès | Bazus                  |           |

### Géologie et relief
La superficie de la commune est de 2 029 hectares ; son altitude varie de 114  à   235 mètres.

### Hydrographie

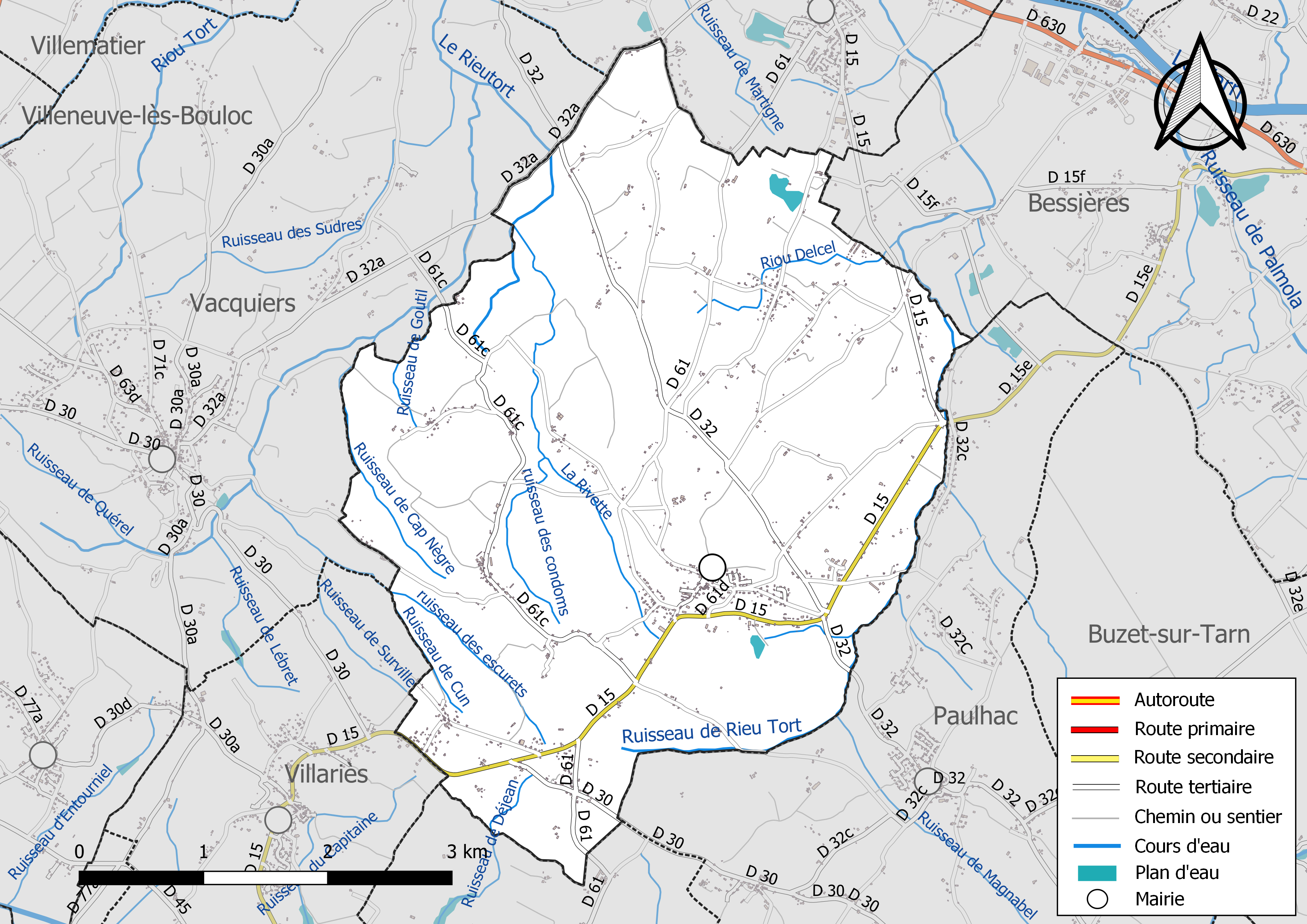
Réseaux hydrographique et routier de Montjoire.

La commune est dans le bassin de la Garonne, au sein du bassin hydrographique Adour-Garonne. Elle est drainée par le Rieutort, le ruisseau de Rieu Tort, la Rivette, Riou Delcel, le ruisseau de Cap Nègre, le ruisseau de Cun, le ruisseau de Déjean, le ruisseau de Goutil, le ruisseau des condoms, le ruisseau des escurets et par divers petits cours d'eau, constituant un réseau hydrographique de 21 km de longueur totale,.

### Climat
Pour des articles plus généraux, voir Climat de l'Occitanie et Climat de la Haute-Garonne.
En 2010, le climat de la commune est de type climat du Bassin du Sud-Ouest, selon une étude s'appuyant sur une série de données couvrant la période 1971-2000. En 2020, Météo-France publie une typologie des climats de la France métropolitaine dans laquelle la commune est exposée à un climat océanique altéré et est dans la région climatique Aquitaine, Gascogne, caractérisée par une pluviométrie abondante au printemps, modérée en automne, un faible ensoleillement au printemps, un été chaud (19,5 °C), des vents faibles, des brouillards fréquents en automne et en hiver et des orages fréquents en été (15 à 20 jours).
Pour la période 1971-2000, la température annuelle moyenne est de 13 °C, avec une amplitude thermique annuelle de 15,9 °C. Le cumul annuel moyen de précipitations est de 746 mm, avec 9,4 jours de précipitations en janvier et 5,8 jours en juillet. Pour la période 1991-2020, la température moyenne annuelle observée sur la station météorologique la plus proche, située sur la commune de Blagnac à 19 km à vol d'oiseau, est de 14,2 °C et le cumul annuel moyen de précipitations est de 627,0 mm,. Pour l'avenir, les paramètres climatiques de la commune estimés pour 2050 selon différents scénarios d'émission de gaz à effet de serre sont consultables sur un site dédié publié par Météo-France en novembre 2022.

### Milieux naturels et biodiversité
Aucun espace naturel présentant un intérêt patrimonial n'est recensé sur la commune dans l'inventaire national du patrimoine naturel,,.

## Urbanisme

### Typologie
Au 1er janvier 2024, Montjoire est catégorisée commune rurale à habitat dispersé, selon la nouvelle grille communale de densité à sept niveaux définie par l'Insee en 2022.
Elle est située hors unité urbaine. Par ailleurs la commune fait partie de l'aire d'attraction de Toulouse, dont elle est une commune de la couronne,. Cette aire, qui regroupe 527 communes, est catégorisée dans les aires de 700 000 habitants ou plus (hors Paris),.

### Occupation des sols
L'occupation des sols de la commune, telle qu'elle ressort de la base de données européenne d’occupation biophysique des sols Corine Land Cover (CLC), est marquée par l'importance des territoires agricoles (85,5 % en 2018), une proportion sensiblement équivalente à celle de 1990 (85,7 %). La répartition détaillée en 2018 est la suivante : 
terres arables (58,1 %), zones agricoles hétérogènes (24 %), forêts (12,1 %), prairies (3,3 %), zones urbanisées (2 %), milieux à végétation arbustive et/ou herbacée (0,4 %). L'évolution de l’occupation des sols de la commune et de ses infrastructures peut être observée sur les différentes représentations cartographiques du territoire : la carte de Cassini (XVIIIe siècle), la carte d'état-major (1820-1866) et les cartes ou photos aériennes de l'IGN pour la période actuelle (1950 à aujourd'hui).

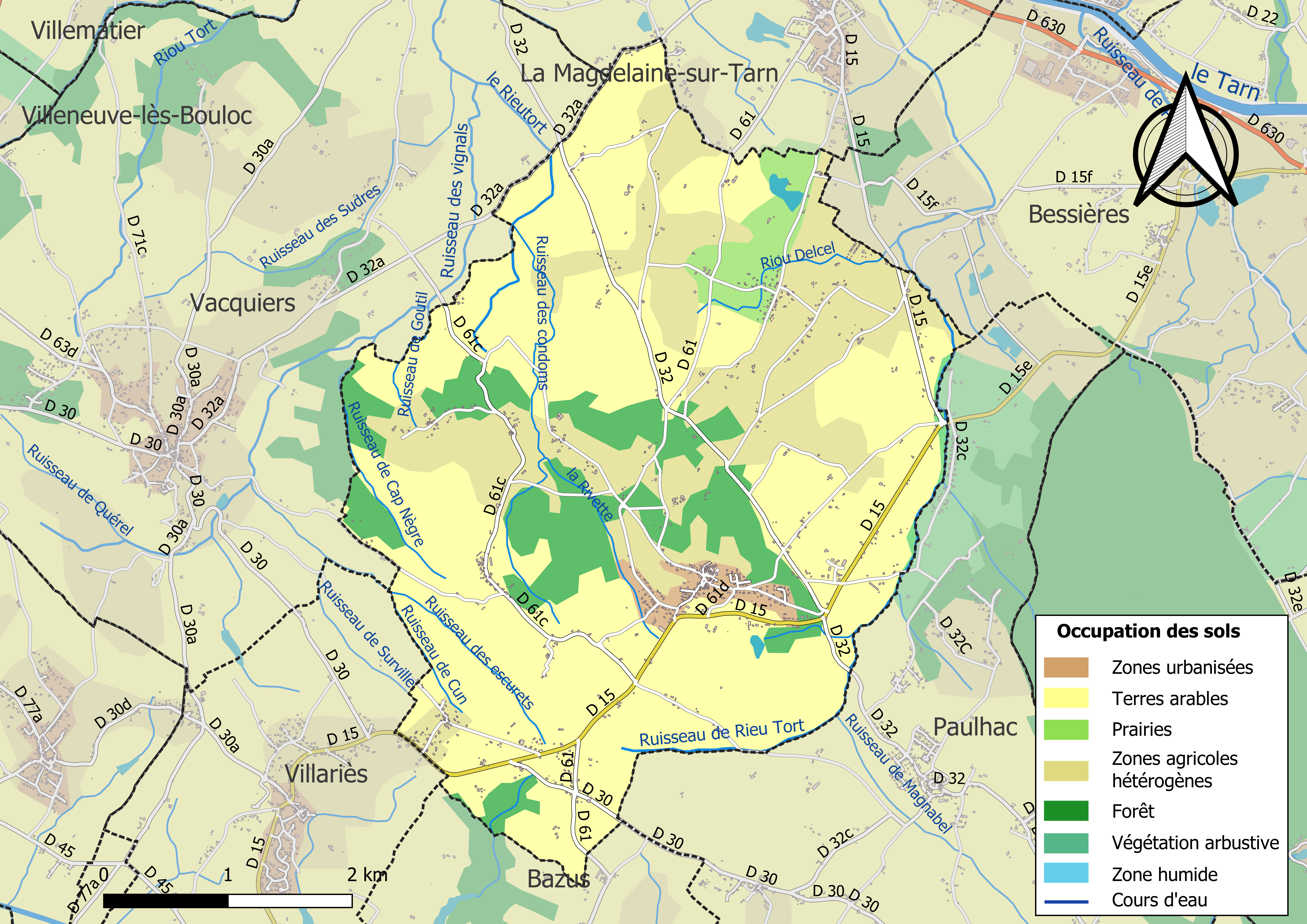
Carte des infrastructures et de l'occupation des sols de la commune en 2018 (CLC).

### Voies de communication et transports
La ligne 354 du réseau Arc-en-Ciel relie le centre de la commune à la station Borderouge du métro de Toulouse ou à la gare routière de Toulouse depuis Buzet-sur-Tarn.

### Risques majeurs
Le territoire de la commune de Montjoire est vulnérable à différents aléas naturels : météorologiques (tempête, orage, neige, grand froid, canicule ou sécheresse) et séisme (sismicité très faible). Un site publié par le BRGM permet d'évaluer simplement et rapidement les risques d'un bien localisé soit par son adresse soit par le numéro de sa parcelle.

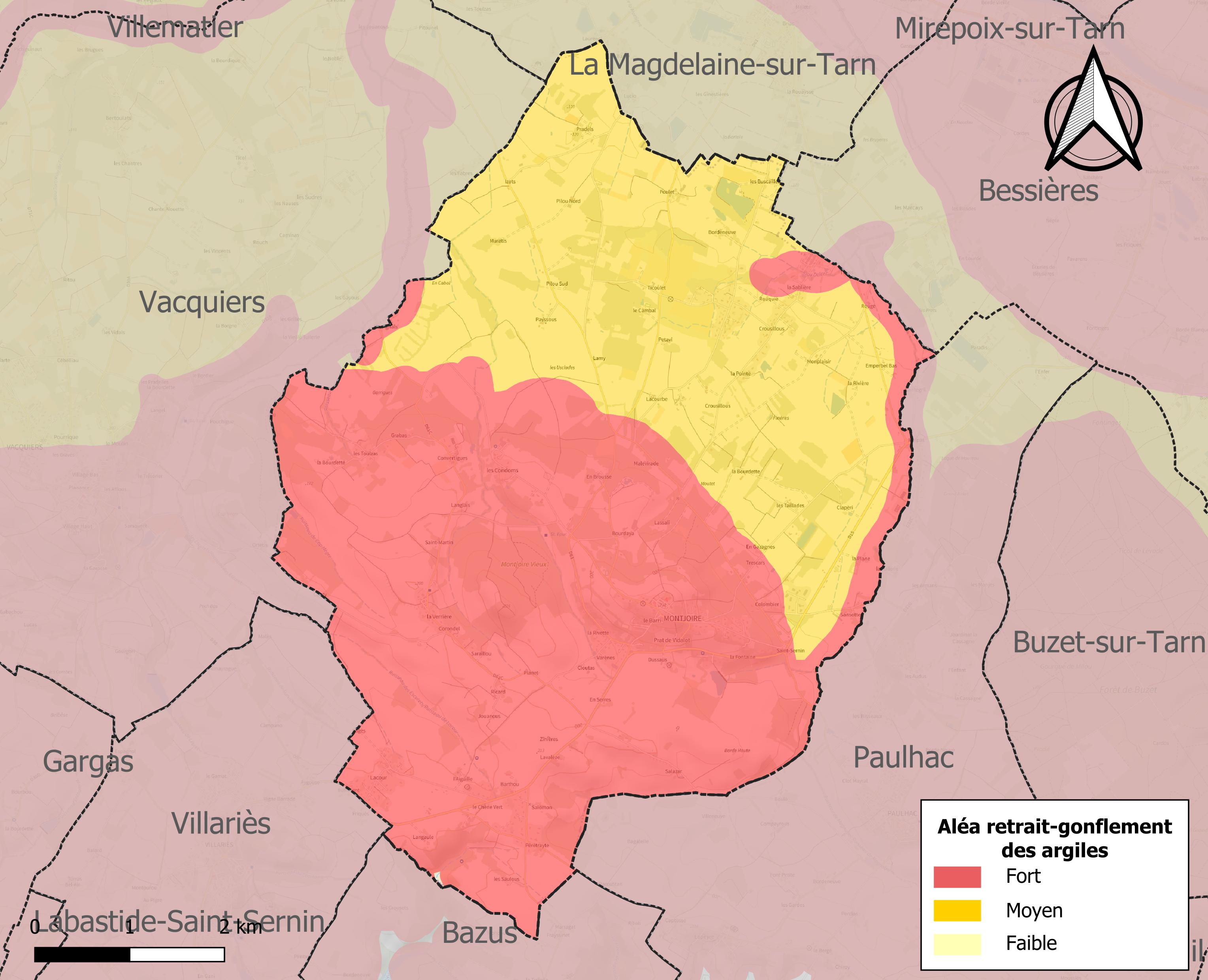
Carte des zones d'aléa retrait-gonflement des sols argileux de Montjoire.

Le retrait-gonflement des sols argileux est susceptible d'engendrer des dommages importants aux bâtiments en cas d’alternance de périodes de sécheresse et de pluie. La totalité de la commune est en aléa moyen ou fort (88,8 % au niveau départemental et 48,5 % au niveau national). Sur les 520 bâtiments dénombrés sur la commune en 2019, 520 sont en aléa moyen ou fort, soit 100 %, à comparer aux 98 % au niveau départemental et 54 % au niveau national. Une cartographie de l'exposition du territoire national au retrait gonflement des sols argileux est disponible sur le site du BRGM,.
Par ailleurs, afin de mieux appréhender le risque d’affaissement de terrain, l'inventaire national des cavités souterraines permet de localiser celles situées sur la commune.
Concernant les mouvements de terrains, la commune a été reconnue en état de catastrophe naturelle au titre des dommages causés par la sécheresse en 1989, 1991, 2002, 2003, 2011, 2012, 2015, 2016 et 2017 et par des mouvements de terrain en 1999 et 2013.

## Toponymie
Le nom de Montjoire viendrait du latin Monte Jovis, qui signifie Mont de Jupiter, Montjoire accueillant à cette époque un temple en l’honneur de Jupiter.

## Histoire
À son apogée (début du XIIIe siècle), Montjoire comptait environ 1 200 âmes. Mais, comme beaucoup de paroisses occitanes, le village connut de nombreux drames qui firent fortement fluctuer sa population.
Du fait de sa situation (colline dégagée permettant une vue à 360° sur la vallée du Tarn et les départements de la Haute-Garonne, du Tarn, de Tarn-et-Garonne, de l’Aude et même de l’Ariège), Montjoire a de tout temps servi de place forte. Au moment de l’invasion de la Gaule par les Romains, ceux-ci y placèrent quelques soldats en garnison, qui firent les premiers travaux permettant de renforcer les lieux et qui servirent de base au fort de Montjoire.
Aux environs de l’an 1200, Montjoire était constitué du village, regroupé autour de l’église située au lieu-dit actuel du Montjoire-Vieux, de quelques hameaux bien peuplés aux alentours, et de la place forte située sur le point le plus élevé de la commune, à l’endroit désormais appelé « Place du Fort ».
Lors de la croisade contre les Albigeois, le village fut victime des armées de Simon de Montfort qui revenaient du siège victorieux de Lavaur. Le village fut pillé et entièrement détruit, et les habitants qui étaient restés au village furent tous tués. La population de la paroisse passa alors de 1 200 à environ 300 habitants, qui choisirent, pour plus de sécurité, de se regrouper autour du fort. Le lieu-dit Montjoire-Vieux fut totalement abandonné tandis que le nouveau village prenait place autour de la place du Fort, endroit qu’il occupe encore de nos jours.
Montjoire ne se releva jamais de cet événement, d’autant plus qu’elle eut à subir par la suite l’Inquisition, la guerre de Cent Ans qui fit rage en Aquitaine-Guyenne-Gascogne et les guerres de Religion qui divisèrent profondément le Sud de la France.
Cet épisode tragique de son histoire a laissé de nombreuses traces dans la toponymie.
- Le lieu-dit les Convertigues était le lieu où l’Inquisition réunissait les nouveaux convertis
- Le lieu-dit les Condoms était en revanche le lieu où l’Inquisition réunissait les fidèles à la foi cathare (les condamnés)
- Enfin, la côte du Cramantino tient son nom du lieu où l’on brûlait les hérétiques.

Aujourd’hui Montjoire est situé dans la zone péri-urbaine de Toulouse et voit sa population augmenter d’année en année. Toutefois, la politique actuelle de la municipalité est de conserver cette atmosphère villageoise qui fait le charme de la commune et de maîtriser fortement la construction.
Récemment le village a été menacé de devoir accueillir le deuxième aéroport toulousain quasiment au pied de son clocher. Cet emplacement semble désormais abandonné au profit du nord de l’Ariège.

### Héraldique
| Montjoire | Son blasonnement est : D'or à la billette de sable. |

## Politique et administration

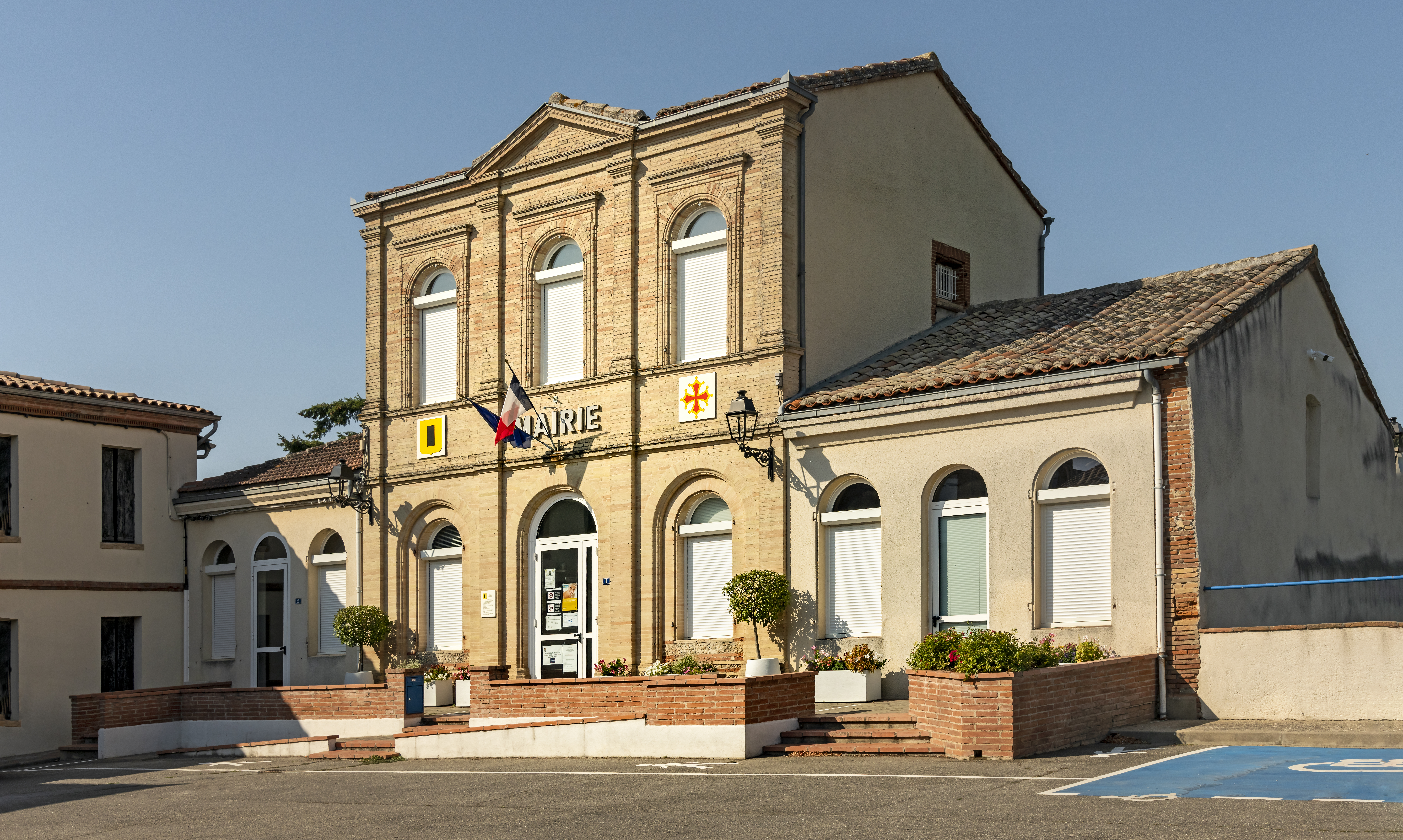
La mairie

### Administration municipale
Le nombre d'habitants au recensement de 2011 étant compris entre 500 et 1 499 habitants, le nombre de membres du conseil municipal pour l'élection de 2014 est de quinze,.

### Rattachements administratifs et électoraux
Commune faisant partie de la deuxième circonscription de la Haute-Garonne de la communauté de communes des Coteaux du Girou et du canton de Pechbonnieu (avant le redécoupage départemental de 2014, Montjoire faisait partie de l'ex-canton de Montastruc-la-Conseillère).

### Liste des maires
| Période                                  | Période   | Identité         | Étiquette | Qualité  |
| ---------------------------------------- | --------- | ---------------- | --------- | -------- |
| avant 1981                               | ?         | Jean Respaut     |           |          |
| Mars 1983                                | Mars 2019 | Alain Baillès    | DVG       | Retraité |
| Mars 2019                                | En cours  | Isabelle Gousmar |           |          |
| Les données manquantes sont à compléter. |           |                  |           |          |

## Population et société

### Démographie
L'évolution du nombre d'habitants est connue à travers les recensements de la population effectués dans la commune depuis 1793. Pour les communes de moins de 10 000 habitants, une enquête de recensement portant sur toute la population est réalisée tous les cinq ans, les populations de référence des années intermédiaires étant quant à elles estimées par interpolation ou extrapolation. Pour la commune, le premier recensement exhaustif entrant dans le cadre du nouveau dispositif a été réalisé en 2007.

En 2022, la commune comptait 1 262 habitants, en évolution de −1,87 % par rapport à 2016 (Haute-Garonne : +8,02 %, France hors Mayotte : +2,11 %).
| 1793 | 1800  | 1806 | 1821 | 1831 | 1836 | 1841 | 1846 | 1851 |
| ---- | ----- | ---- | ---- | ---- | ---- | ---- | ---- | ---- |
| 810  | 1 104 | 839  | 868  | 938  | 912  | 815  | 837  | 836  |

| 1856 | 1861 | 1866 | 1872 | 1876 | 1881 | 1886 | 1891 | 1896 |
| ---- | ---- | ---- | ---- | ---- | ---- | ---- | ---- | ---- |
| 817  | 818  | 827  | 790  | 746  | 770  | 835  | 657  | 658  |

| 1901 | 1906 | 1911 | 1921 | 1926 | 1931 | 1936 | 1946 | 1954 |
| ---- | ---- | ---- | ---- | ---- | ---- | ---- | ---- | ---- |
| 612  | 627  | 608  | 496  | 514  | 518  | 511  | 516  | 511  |

| 1962 | 1968 | 1975 | 1982 | 1990 | 1999  | 2006  | 2007  | 2012  |
| ---- | ---- | ---- | ---- | ---- | ----- | ----- | ----- | ----- |
| 522  | 530  | 633  | 843  | 918  | 1 018 | 1 124 | 1 139 | 1 249 |

| 2017  | 2022  | - | - | - | - | - | - | - |
| ----- | ----- | - | - | - | - | - | - | - |
| 1 274 | 1 262 | - | - | - | - | - | - | - |

| selon la population municipale des années : | 1968 | 1975 | 1982 | 1990 | 1999 | 2006 | 2009 | 2013 |
| Rang de la commune dans le département      | 482  | 378  | 408  | 321  | 377  | 326  | 324  | 329  |
| Nombre de communes du département           | 592  | 582  | 586  | 588  | 588  | 588  | 589  | 589  |

### Enseignement
Montjoire fait partie de l'académie de Toulouse.
La commune possède deux écoles regroupées en un établissement : une école primaire, et une école maternelle.

### Culture
L'association culturelle de Montjoire qui organise des événements culturels comme   théâtre, danse, arts de la rue, cirque, marionnette, audiovisuels et numériques, concerts de musiques...

### Activités sportives
Montjoire possède une équipe de football alliancé avec La Magdelaine-sur-Tarn et Bessières, un club de tennis pratique aussi à Montjoire, ainsi qu'un club de cyclisme nommé La Roue Carrée.

#### Nouveaux lieux et projets notables
- Stade de football
- City stade

### Écologie et recyclage
La collecte et le traitement des déchets des ménages et des déchets assimilés ainsi que la protection et la mise en valeur de l'environnement se font dans le cadre de la communauté de communes des Coteaux du Girou, (SITROM), et du syndicat de traitement DECOSET.

## Économie

### Revenus
En 2018  (données Insee publiées en septembre 2021), la commune compte 493 ménages fiscaux, regroupant 1 294 personnes. La médiane du revenu disponible par unité de consommation est de 24 470 € (23 140 € dans le département).

### Emploi
|                | 2008  | 2013  | 2018  |
| -------------- | ----- | ----- | ----- |
| Commune        | 5,8 % | 5 %   | 6,9 % |
| Département    | 7,7 % | 9,6 % | 9,3 % |
| France entière | 8,3 % | 10 %  | 10 %  |

En 2018, la population âgée de 15 à 64 ans s'élève à 753 personnes, parmi lesquelles on compte 81 % d'actifs (74,1 % ayant un emploi et 6,9 % de chômeurs) et 19 % d'inactifs,. Depuis 2008, le taux de chômage communal (au sens du recensement) des 15-64 ans est inférieur à celui de la France et du département.
La commune fait partie de la couronne de l'aire d'attraction de Toulouse, du fait qu'au moins 15 % des actifs travaillent dans le pôle,. Elle compte 168 emplois en 2018, contre 148 en 2013 et 94 en 2008. Le nombre d'actifs ayant un emploi résidant dans la commune est de 564, soit un indicateur de concentration d'emploi de 29,8 % et un taux d'activité parmi les 15 ans ou plus de 61 %.
Sur ces 564 actifs de 15 ans ou plus ayant un emploi, 90 travaillent dans la commune, soit 16 % des habitants. Pour se rendre au travail, 92 % des habitants utilisent un véhicule personnel ou de fonction à quatre roues, 1,4 % les transports en commun, 2,3 % s'y rendent en deux-roues, à vélo ou à pied et 4,3 % n'ont pas besoin de transport (travail au domicile).

### Activités hors agriculture

#### Secteurs d'activités
115 établissements sont implantés  à Montjoire au 31 décembre 2019. Le tableau ci-dessous en détaille le nombre par secteur d'activité et compare les ratios avec ceux du département,.
| Secteur d'activité                                                                                        | Commune | Commune | Département |
| Secteur d'activité                                                                                        | Nombre  | %       | %           |
| --- | ------- | ------- | ----------- |
| Ensemble                                                                                                  | 115     | 100 %   | (100 %)     |
| Industrie manufacturière, industries extractives et autres                                                | 12      | 10,4 %  | (5,7 %)     |
| Construction                                                                                              | 30      | 26,1 %  | (12 %)      |
| Commerce de gros et de détail, transports, hébergement et restauration                                    | 21      | 18,3 %  | (25,9 %)    |
| Information et communication                                                                              | 1       | 0,9 %   | (4,1 %)     |
| Activités financières et d'assurance                                                                      | 4       | 3,5 %   | (3,8 %)     |
| Activités immobilières                                                                                    | 3       | 2,6 %   | (4,2 %)     |
| Activités spécialisées, scientifiques et techniques et activités de services administratifs et de soutien | 26      | 22,6 %  | (19,8 %)    |
| Administration publique, enseignement, santé humaine et action sociale                                    | 11      | 9,6 %   | (16,6 %)    |
| Autres activités de services                                                                              | 7       | 6,1 %   | (7,9 %)     |

Le secteur de la construction est prépondérant sur la commune puisqu'il représente 26,1 % du nombre total d'établissements de la commune (30 sur les 115 entreprises implantées  à Montjoire), contre 12 % au niveau départemental.

#### Entreprises et commerces
Les cinq entreprises ayant leur siège social sur le territoire communal qui génèrent le plus de chiffre d'affaires en 2020 sont : 
- SARL Faure Constructions, construction de maisons individuelles (1 273 k€) ;
- Sibati, travaux de maçonnerie générale et gros œuvre de bâtiment (470 k€) ;
- Jacquemot Renov Energies, travaux d'installation d'équipements thermiques et de climatisation (204 k€) ;
- Pizz N Co, restauration de type rapide (59 k€) ;
- MG - JVC, blanchisserie-teinturerie de gros (41 k€).

L'agriculture basée sur la culture de céréales (maïs, blé…) a encore une place importante mais tend à diminuer en faveur de zones résidentielles liées à la proximité de l'agglomération toulousaine puisque Montjoire se trouve dans son aire urbaine.

### Agriculture
La commune est dans le Lauragais, une petite région agricole occupant le nord-est du département de la Haute-Garonne, dont les coteaux portent des grandes cultures en sec avec une dominante blé dur et tournesol. En 2020, l'orientation technico-économique de l'agriculture  sur la commune est la polyculture et/ou le polyélevage.
|               | 1988  | 2000  | 2010  | 2020  |
| ------------- | ----- | ----- | ----- | ----- |
| Exploitations | 59    | 37    | 33    | 27    |
| SAU (ha)      | 1 371 | 1 456 | 1 368 | 1 209 |

Le nombre d'exploitations agricoles en activité et ayant leur siège dans la commune est passé de 59 lors du recensement agricole de 1988  à 37 en 2000 puis à 33 en 2010 et enfin à 27 en 2020, soit une baisse de 54 % en 32 ans. Le même mouvement est observé à l'échelle du département qui a perdu pendant cette période 57 % de ses exploitations,. La surface agricole utilisée sur la commune a également diminué de 1 371 ha en 1988 à 1 209 ha en 2020. Parallèlement la surface agricole utilisée moyenne par exploitation a augmenté, passant de 23 à 45 ha.

## Culture locale et patrimoine

### Lieux et monuments
- L'église Saint-Saturnin de Montjoire.
- Ancienne Chapelle de la Congrégation des Sœurs de la Sainte Famille de Toulouse.
- Le monument aux Morts

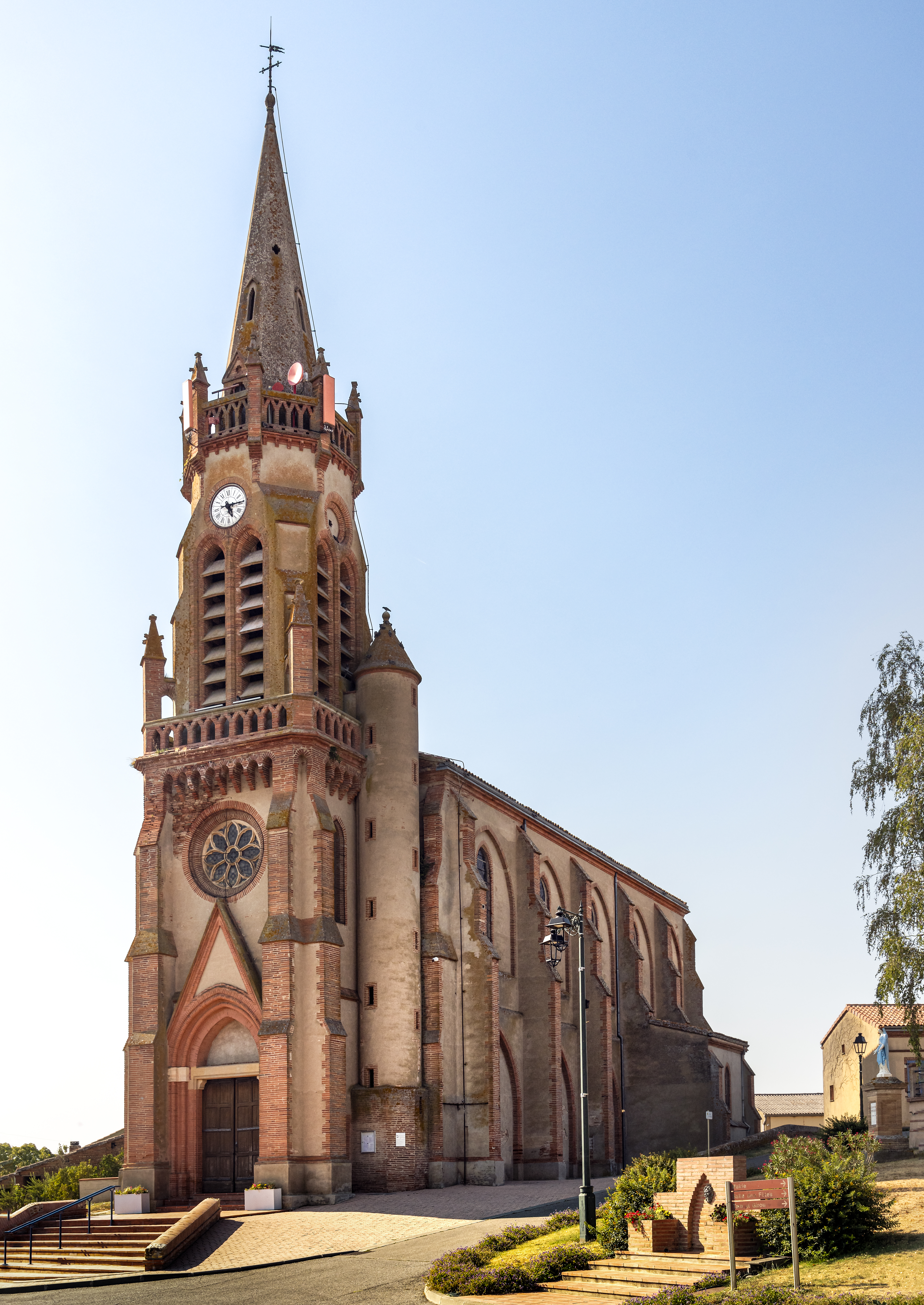
Eglise Saint-Saturnin
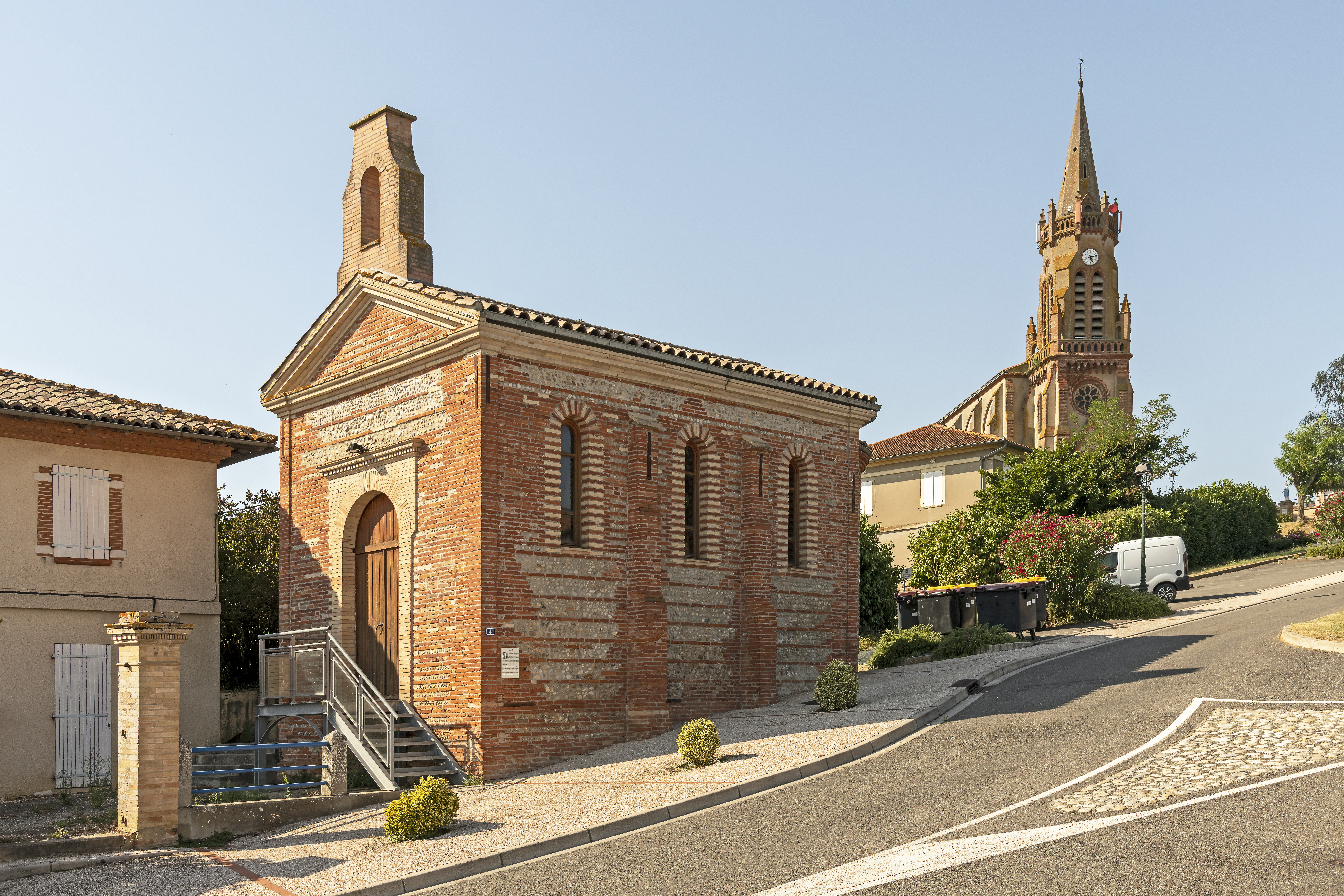
Ancienne Chapelle
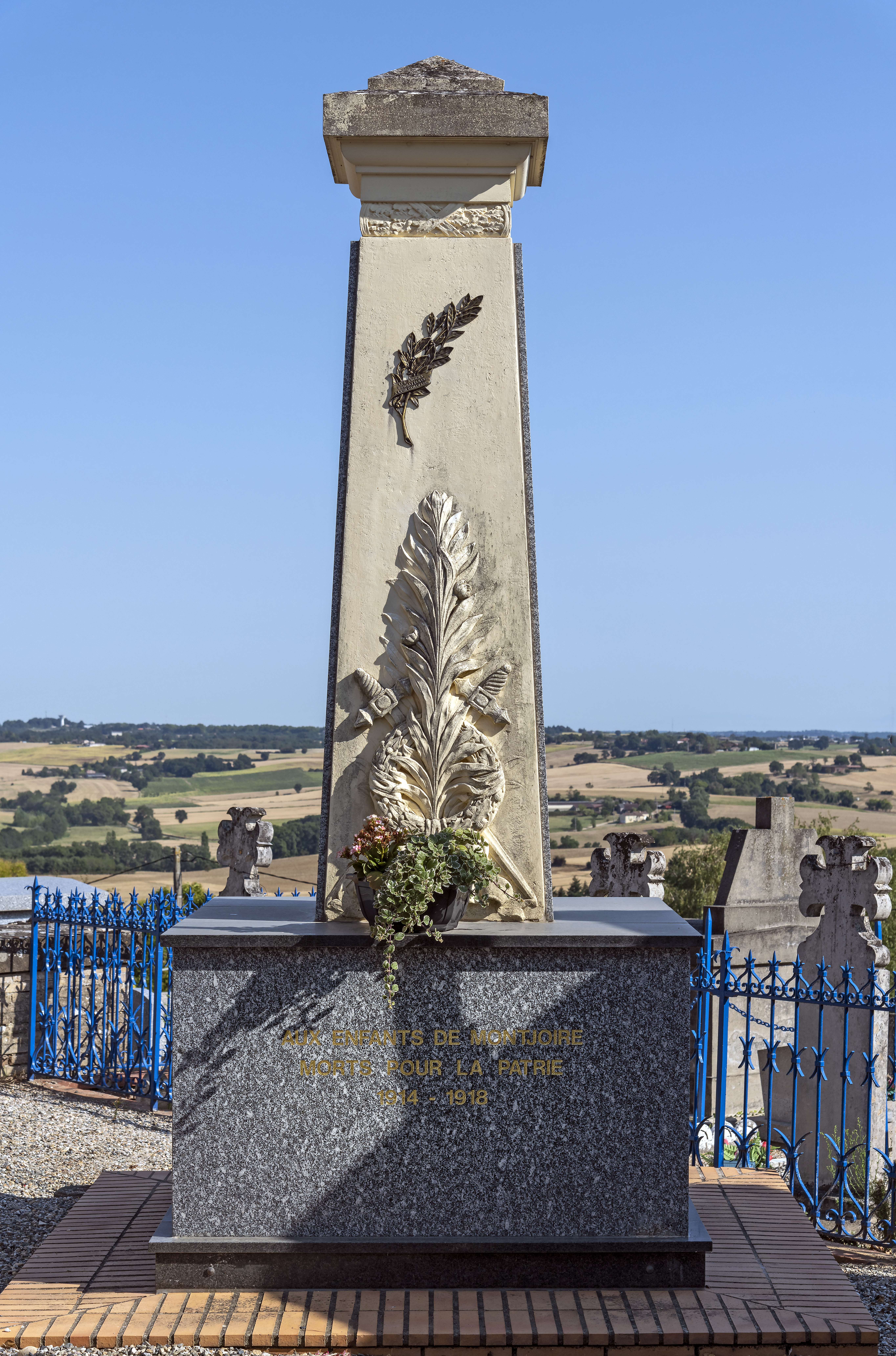
Le monument aux Morts

- La place du Fort et sa vue panoramique.
- Les bois de Montjoire vieux.
- La statue du Christ crucifié (place du fort), la statue de la Vierge Marie, la statue de Jeanne d'Arc.
- La bergerie.
- Le vidalot.

### Personnalités liées à la commune
Un personnage éminent de la Commune est apparu avant les dernières élections municipales de 2014 : Le Canard de Montjoire !
Un journal satirique d'abord papier, puis devenu numérique aujourd'hui. Seul site d'information communal jusqu'à aujourd'hui.

## Pour approfondir